# Ланглуа, Эсташ Гиацинт
Эсташ Гиацинт Ланглуа (фр. Eustache-Hyacinthe Langlois; 3 августа 1777, Пон-де-л’Арш — 29 сентября 1837, Руан) — французский художник, гравёр и скульптор, прозванный «нормандским Калло».

## Биография

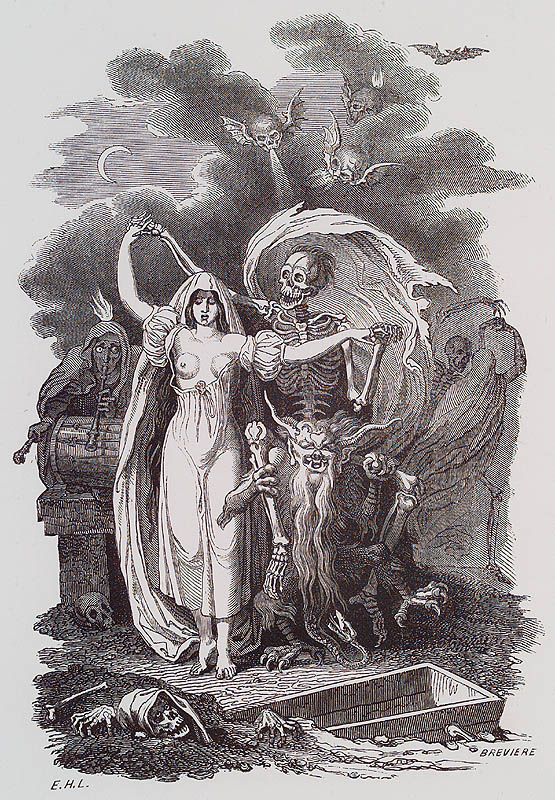
Смерть-обольстительница. Гравюра Ланглуа

Сын королевского лесничего, с трудом избежал преследований во время Великой французской революции и начал учиться живописи довольно поздно, занимаясь преимущественно под руководством Жака Луи Давида. В 1806 году вернулся из Парижа в свой родной город и в течение почти десяти лет прозябал в безвестности, но затем перебрался в Руан и посвятил себя изучению и изображению местных древностей и достопримечательностей, публикуя рисунки и гравюры во множестве местных изданий. В 1824 году Ланглуа избран в Руанскую академию и начал преподавательскую деятельность, в 1825 году стал членом Общества древностей Нормандии. В 1827 году в ходе визита в Руан герцогини Беррийской, влиятельной представительницы царствующего дома, Ланглуа был её гидом и произвёл на герцогиню положительное впечатление, вскоре получив по её протекции место профессора рисования в городской школе искусств. Среди его учеников числилисьСелестен Нантёйль и двое собственных детей — дочь Эсперанс Ланглуа и сын Поликлес Ланглуа; кроме того, у Ланглуа учился рисованию Гюстав Флобер. В 1835 году Ланглуа стал кавалером Ордена Почётного легиона, а в 1837 году возглавил Руанский музей древностей. Скончался 29 сентября 1837 года вскорости после назначения в возрасте 60 лет.
Наибольшее значение имеют выполненные Ланглуа рисунки и гравюры различных памятников и достопримечательностей Нормандии. Книга «Часовни Руанского собора» (фр. Stalles de la cathédrale de Rouen; 1838), иллюстративный ряд которой состоял из работ Ланглуа и его дочери Эсперанс, стала важным источником при восстановлении собора после бомбёжек Второй мировой войны.